# HK Riga 2000
L'HK Rīga 2000 è stata una squadra professionistica di hockey su ghiaccio della città di Riga, in Lettonia. 

## Storia
Nella sua breve esistenza, la squadra ha militato nel massimo campionato lettone (che ha vinto per cinque volte: 2000-2001, 2003-2004, 2004-2005, 2005-2006 e 2006-2007). Per due stagioni (2004-2006) ha militato anche nell'Extraliga bielorussa, ottenendo come miglior piazzamento un terzo posto nella seconda apparizione.
Nel 2008-2009 è stata farm team della squadra di Kontinental Hockey League lettone, la Dinamo Riga; al termine della stagione il Riga 2000 è stato sciolto.